# Pułki transportowe Cesarstwa Niemieckiego

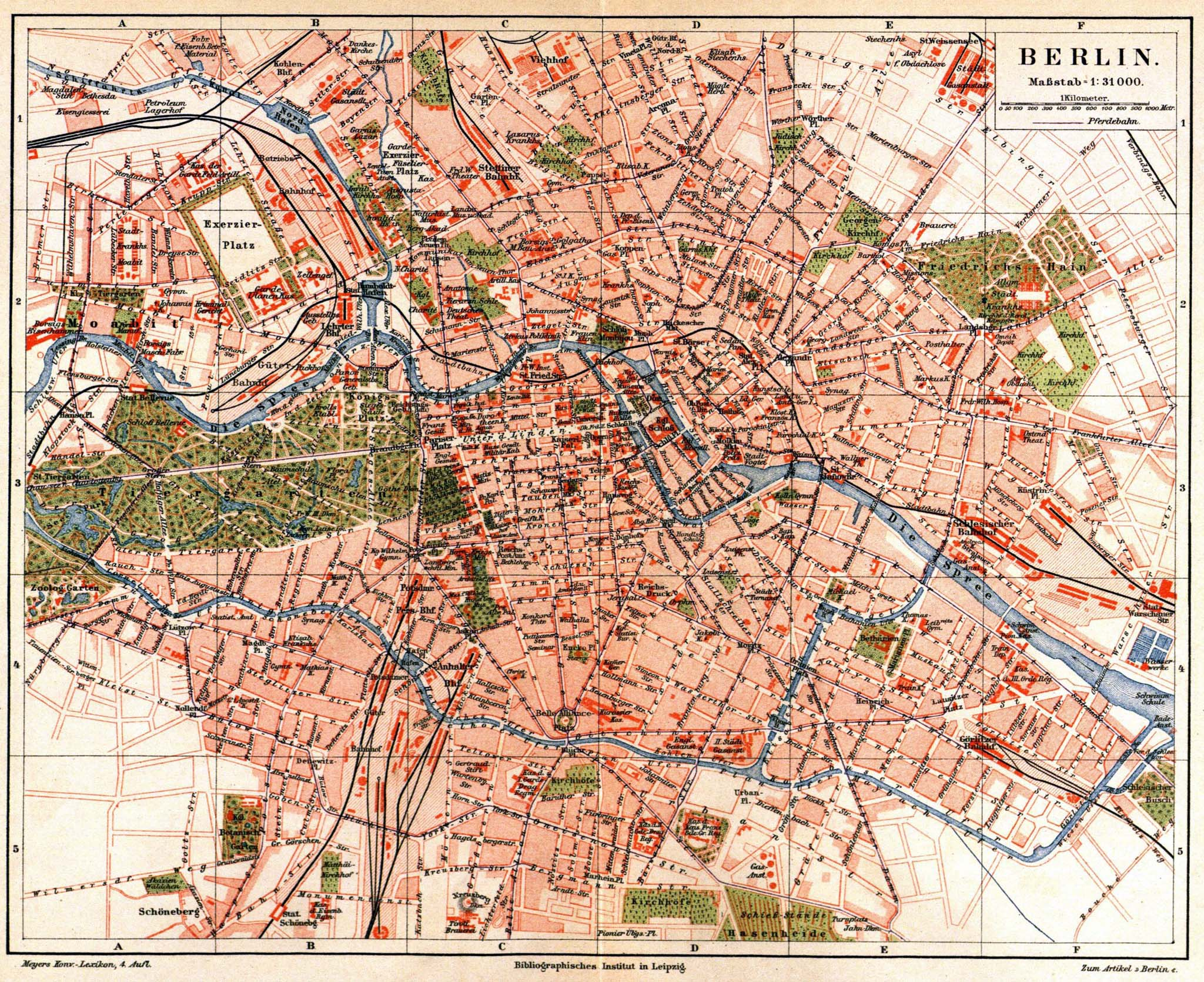
Mapa Berlina z końca XIX wieku

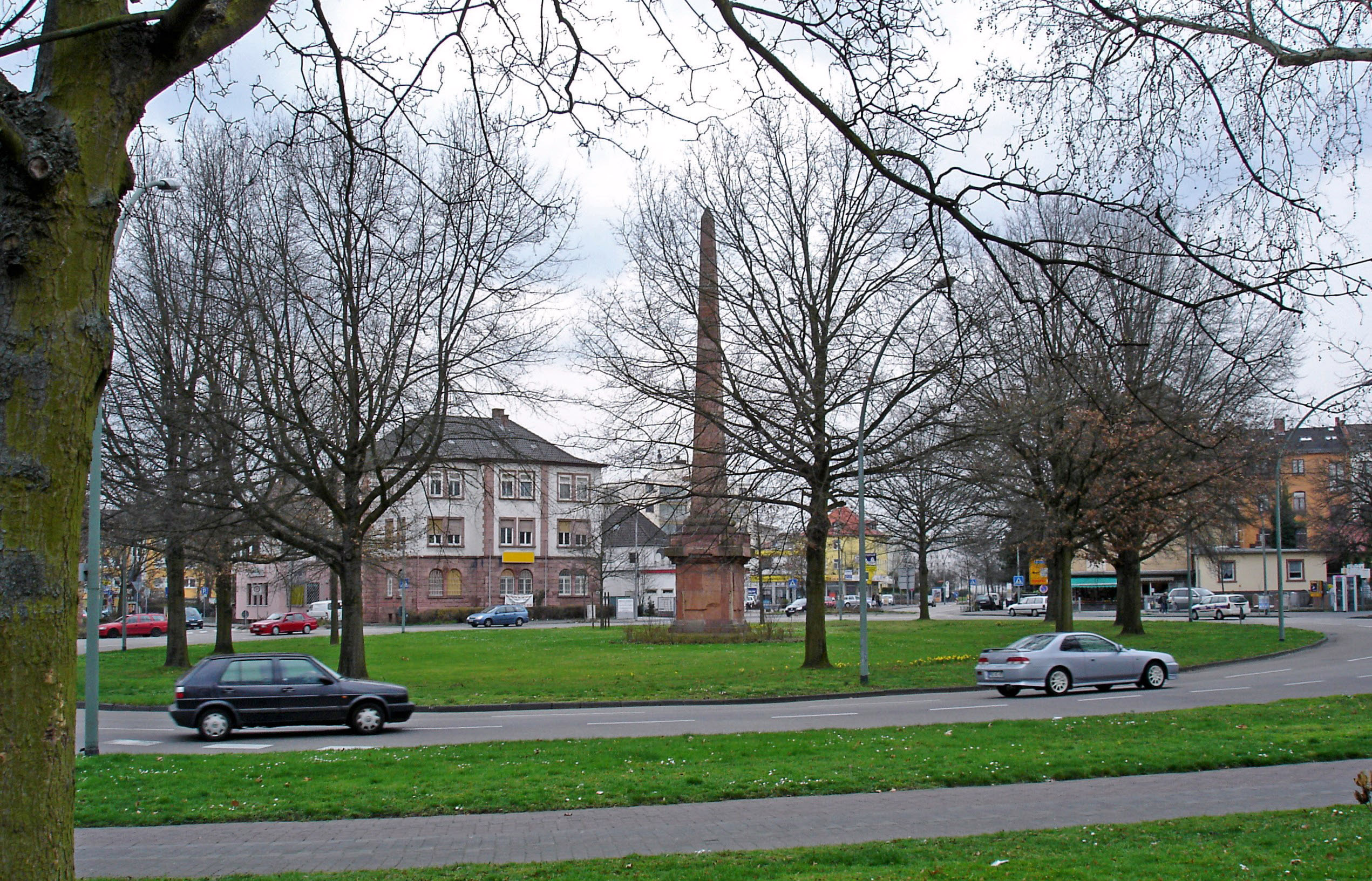
Hanau (zdjęcie współczesne)

Pułki transportowe Cesarstwa Niemieckiego (kolejno: nazwa pułku, data sformowania, garnizon i przydział do korpusów armijnych w 1914)
- 1 Pułk Transportowy Gwardii Cesarstwa Niemieckiego - sformowany 30 grudnia 1875; garnizon: Berlin; Korpus Gwardii Cesarstwa Niemieckiego
- 2 Pułk Transportowy Cesarstwa Niemieckiego - sformowany 20 lutego 1890; garnizon: Hanau; XVIII Korpus Armijny Cesarstwa Niemieckiego
- 3 Pułk Transportowy Cesarstwa Niemieckiego - sformowany 11 sierpnia 1893; garnizon: Hanau; XVIII Korpus Armijny Cesarstwa Niemieckiego
- 4 Pułk Transportowy Gwardii Cesarstwa Niemieckiego - sformowany 1 października 1913; garnizon: Berlin; Korpus Gwardii Cesarstwa Niemieckiego
- Oddział Transportu Kolejowego Gwardii Cesarstwa Niemieckiego - sformowany ?; garnizon: Berlin; Korpus Gwardii Cesarstwa Niemieckiego